# Peter Frankenberg
Pour les articles homonymes, voir Frankenberg.
Peter Frankenberg, né le 29 juin 1947 à Bad Honnef, est un homme politique allemand membre de l'Union chrétienne-démocrate d'Allemagne (CDU).
Il est ministre de la Recherche du Land du Bade-Wurtemberg de 2001 à 2011.

## Biographie

### Formation et carrière
En 1967, il obtient son Abitur et entreprend, à partir de 1968, des études de quatre ans en histoire, géographie et géologie à l'Université de Bonn. Il étudie ensuite la botanique de 1972 à 1976, année où il décroche un doctorat.
Il commence par travailler comme assistant de recherche à l'Institut de géographie de l'université de Bonn en 1977, et obtient son habilitation à diriger des recherches en 1982. L'année suivante, il est nommé professeur de géographie physique à l'université catholique d'Eichstätt-Ingolstadt (en).
En 1986, il intègre le département de géographie physique et régionale de l'Université de Mannheim. Il devient vice-recteur pour la recherche de cette même université cinq ans plus tard, avant d'en occuper la présidence de 1994 et 2001.
Par ailleurs, il a également été vice-président de la conférence des recteurs de l'enseignement supérieur, chargé de la recherche, durant quatre ans à partir de 1997.
Spécialisé dans la climatologie et la biogéographie, il était aussi considère comme un des rares spécialistes allemands de l’Afrique francophone. Au cours de sa vie universitaire, il forma divers élèves, dont Dieter Anhuf, Martin Kappas (de), Christophe Neff et Alexander Siegmund (de).

### Privé
Marié et père de trois enfants, il est de confession catholique romaine. De plus, Peter Frankenberg est un des rares personnalités allemandes (au niveau scientifique et politique) parfaitement francophone.

## Parcours politique
Il siège depuis 1999 au comité directeur de l'Union chrétienne-démocrate d'Allemagne (CDU), et est nommé ministre de la Science, de la Recherche et de la Culture dans la coalition noire-jaune régionale d'Erwin Teufel le 13 avril 2001. Il a été reconduit le 29 avril 2005, lorsque Günther Oettinger a été investi Ministre-président, puis le 24 février 2010 quand Stefan Mappus a remplacé Oettinger.
Il est, avec le ministre de la Justice Ulrich Goll, le doyen des ministres régionaux du Bade-Wurtemberg. Il est remplacé le 12 mai 2011 par l'écologiste Theresia Bauer.